# Angelica di Silvestri
Angelica Morrone di Silvestri (sinh ngày 25 tháng 11 năm 1965  ở Cosenza, Ý ) là một vận động viên trượt tuyết đã thi đấu cho Dominica tại Thế vận hội mùa đông 2014 trong cuộc đua trượt tuyết cross-country. Sự xuất hiện Olympic của bà đang gây tranh cãi rộng rãi, sau khi được tiết lộ rằng di Silvestri, và chồng của bà Gary di Silvestri, đã trả tiền để trở thành bàng dân Dominica và nói dối với các phương tiện truyền thông về các khía cạnh khác nhau của cuộc sống.

## Cuộc sống sớm và sự nghiệp kinh doanh
Di Silestri đã bị Deadspin buộc tội là "người trốn thuế", sau khi được tiết lộ rằng các bàng tố viên ở Quần đảo Turks và Caicos đã liên kết cặp đôi này với một vụ lừa đảo thuế lớn liên quan đến việc bán Emerald Cay, biệt thự di Silvestri và Morrone được xây dựng trên hòn đảo của riêng họ.

## Bối cảnh tranh chấp
Trang web Deadspin đã xuất bản một bài báo điều tra bổ sung tranh luận về nhiều khía cạnh của nền tảng di Silvestri.
Cặp vợ chồng nói với các phương tiện truyền thông khác nhau rằng họ đã được trao quyền bàng dân thông qua "các hoạt động từ thiện", nhưng từ chối giải thích. Sau đó, người ta đã tiết lộ rằng bất kỳ cặp vợ chồng nào cũng có thể trở thành Dominicans bằng cách gửi 175.000 đô la "vào tài khoản thích hợp tại Ngân hàng Thương mại Quốc gia Dominica" và trả cho Bộ Tài chính thêm 3.530 đô la thuế và phí.
Khi phải đối mặt với các phương tiện truyền thông khác nhau về tuyên bố đáng ngờ của họ, di Silvestri đã không trả lời các câu hỏi hoặc từ chối bình luận.

## Trình độ nghi vấn
UT San Diego cũng xuất bản một bài báo đặt câu hỏi về quá trình đủ điều kiện của các cặp vợ chồng cho các trò chơi. Người trượt tuyết kiếm được điểm bằng cách cạnh tranh trong các cuộc đua đủ điều kiện, mà cặp đôi đã đạt được bằng cách tham gia các giải đấu cấp thấp hơn ở New Zealand và trên khắp Bắc Mỹ. Gary đã hoàn thành cuối cùng trong bốn trong sáu chủng tộc và Angelica kết thúc ở ba dưới cùng trong 13 trong số 14 chủng tộc mà bà tham gia.
Gary vẫn đạt tiêu chuẩn, nhưng Angelica có nguy cơ bỏ lỡ cho đến khi bà đến một cuộc thi nhỏ dành cho sinh viên đại học ở Maine. Báo cáo cho biết bà chỉ hoàn thành ở vị trí 74 trong số 95 người về đích trong cuộc đua tự do, nhưng điều đó vẫn đủ để có được tổng điểm của bà dưới ngưỡng Olympic.

## Sự nghiệp thể thao
Gary di Silvestri đã thi đấu cùng với vợ mình, Angelica, trong Thế vận hội 2014. Tuy nhiên, cả hai đều không thể hoàn thành các cuộc đua tương ứng. Gary là một trong bốn đối thủ cạnh tranh không hoàn thành 15 của mình   sự kiện km  (cũng có một người không bắt đầu). Trong số bốn người trượt tuyết không hoàn thành, Gary là người duy nhất không thể vượt qua trạm kiểm soát đầu tiên (ở 2.2   km). Angelica thậm chí không xuất hiện trong bộ phim kinh điển dành cho nữ 10K vào ngày 13 tháng 2, tuyên bố chấn thương. (bà ấy là người duy nhất trong số 76 người tham gia cuộc đua không bắt đầu).